# مقاطعة غلوستر (فيرجينيا)
 مقاطعة غلوستر  (بالإنجليزية:  Gloucester County)‏ هي إحدى المقاطعات في ولاية فيرجينيا في الولايات المتحدة الأمريكية.

## أعلام
- مان بيج
- ويليام بي. تاليافيرو
- جوزيف نيفيل
- جون كلايتون
- أنتوني نيو
- لورانس واشنطن
- جون بيج
- إيرين مورغان